# Szózat (napilap)
Szózat politikai napilap 1919. szeptember 28. – 1926. augusztus közt. Székhely: Budapest.

## Irányvonal, munkatársak
A Magyar Nemzeti Szövetség lapjaként indult, az 1918-1919-es forradalmakkal való leszámolás volt a cél, a nép-nemzeti jelleg védelme, Magyarország történelmi egységének visszaállítása. 1925. október 18-tól „keresztény és fajvédő politikai napilap”; utódja 1926. szeptember 5-től a Magyar Újság.
Alapító főszerkesztője (1922. augusztus 9-ig) Ulain Ferenc (ügyvéd, született 1881-ben), a lap belső munkatársa az 1920-as évek elején Kolosváry-Borcsa Mihály. A lap meghatározó főmunkatársa (1921. november 1-től), majd főszerkesztője (1922. szeptember 10-től 1925. október 17-ig) Bajcsy-Zsilinszky Endre. Bajcsy-Zsilinszky a fajvédővé vált napilaptól megvált, saját új politikai hetilapot indított Előörs címen.